# Halové mistrovství Evropy v atletice 1980

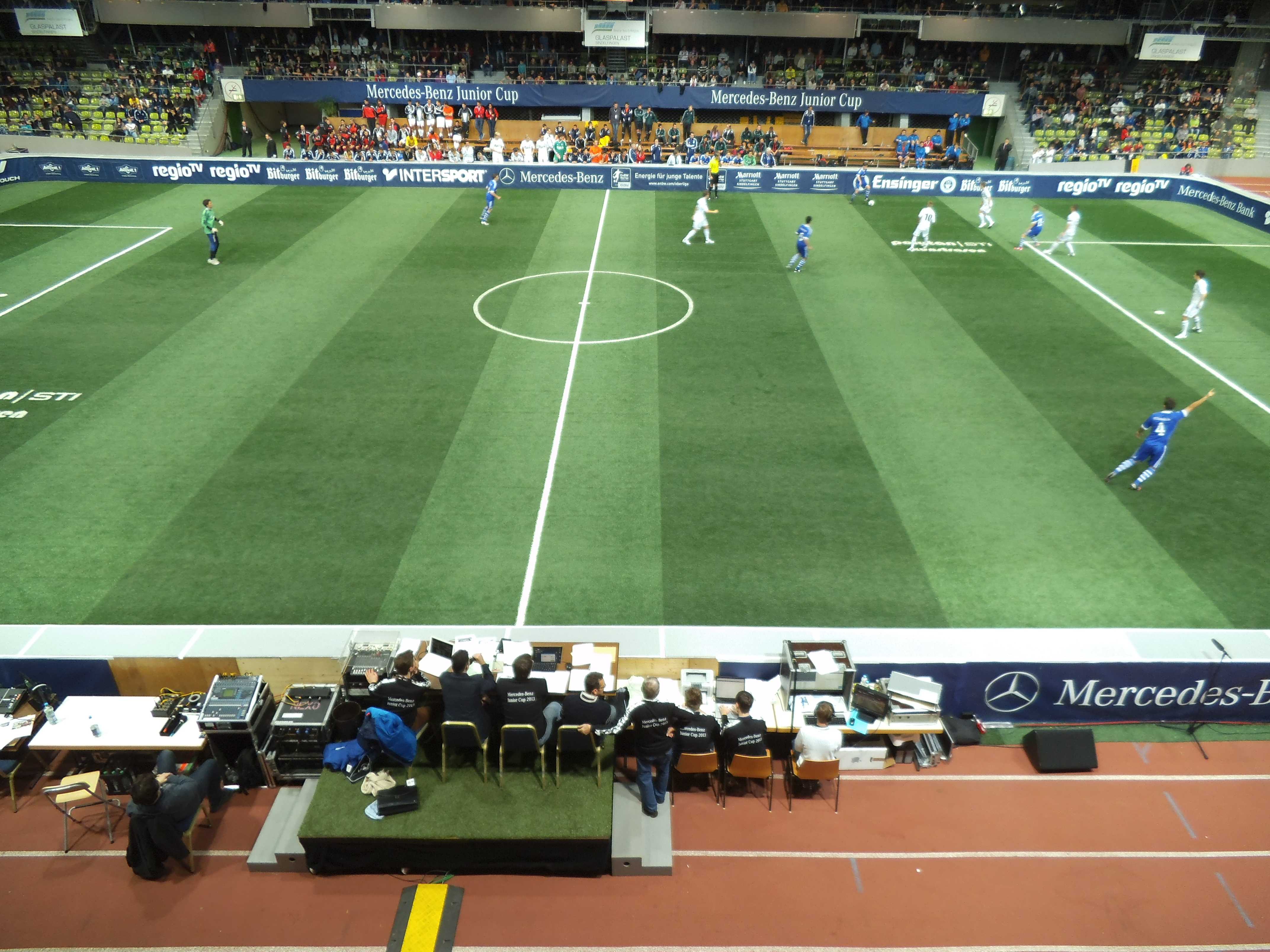
Hala Glaspalast v Sindelfingenu během juniorského Mercedes-Benz Cupu

11. Halové mistrovství Evropy v atletice se uskutečnilo ve dnech 1. – 2. března 1980 v tehdy západoněmeckém Sindelfingenu. Šampionátu se nezúčastnila z důvodu bojkotu Německá demokratická republika. Na tomto HME padlo pět nových rekordů šampionátu.

## Medailisté

### Muži
| Soutěž        | Zlato                      | Stříbro                  | Bronz                       |
| ------------- | -------------------------- | ------------------------ | --------------------------- |
| 60 m          | Marian Woronin 6,62        | Christian Haas 6,62      | Alexandr Axinin 6,63        |
| 400 m         | Nikolaj Černěckij 46,29    | Karel Kolář 46,55        | Remigijus Valiulis 46,75    |
| 800 m         | Roger Milhau 1:50,2        | András Paróczai 1:50,3   | Herbert Wursthorn 1:50,4    |
| 1500 m        | Thomas Wessinghage 3:37,54 | Ray Flynn 3:38,5         | Pierre Délèze 3:38,9        |
| 3000 m        | Karl Fleschen 7:57,5       | Klaas Lok 7:57,9         | Hans-Jürgen Orthmann 7:59,9 |
| 60 m př.      | Jurij Červaňov 7,54        | Romuald Giegiel 7,73     | Javier Moracho 7,75         |
| Skok do výšky | Dietmar Mögenburg 2,31 m   | Jacek Wszoła 2,29 m      | Adrian Proteasa 2,29 m      |
| Skok o tyči   | Konstantin Volkov 5,60 m   | Vladimir Poljakov 5,60 m | Patrick Abada 5,55 m        |
| Skok daleký   | Winfried Klepsch 7,98 m    | Nenad Stekić 7,91 m      | Stanisław Jaskułka 7,85 m   |
| Trojskok      | Béla Bakosi 16,86 m        | Jaak Uudmäe 16,51 m      | Gennadij Kovtunov 16,45 m   |
| Vrh koulí     | Zlatan Saračević 20,43 m   | Jaromír Vlk 20,19 m      | Ivan Ivančič 19,48 m        |

### Ženy
| Soutěž        | Zlato                      | Stříbro                         | Bronz                       |
| ------------- | -------------------------- | ------------------------------- | --------------------------- |
| 60 m          | Sofka Popovová 7,11        | Linda Haglundová 7,14           | Ljudmila Kondraťjevová 7,31 |
| 400 m         | Elke Deckerová 52,28       | Karoline Käferová 52,70         | Taťána Gojščiková 52,71     |
| 800 m         | Jolanta Januchtaová 2:00,6 | Anne-Marie Van Nuffelová 2:00,9 | Liz Barnesová 2:01,5        |
| 1500 m        | Tamara Kobová 4:12,5       | Anna Bukisová 4:13,1            | Mary Purcellová 4:14,2      |
| 60 m př.      | Zofia Bielczyková 7,77     | Grażyna Rabsztynová 7,89        | Natalja Lebeděvová 8,04     |
| Skok do výšky | Sara Simeoniová 1,95 m     | Andrea Mátayová 1,93 m          | Urszula Kielanová 1,93 m    |
| Skok daleký   | Anna Włodarczyková 6,74 m  | Anke Weigtová 6,68 m            | Sabine Evertsová 6,54 m     |
| Vrh koulí     | Helena Fibingerová 19,92 m | Eva Wilmsová 19,66 m            | Beatrix Philippová 17,59 m  |

## Medailové pořadí
| Umístění | Stát                             | Zlato | Stříbro | Bronz | Celkem |
| -------- | -------------------------------- | ----- | ------- | ----- | ------ |
| 1.       | Západní Německo                  | 5     | 3       | 4     | 12     |
| 2.       | Polsko                           | 4     | 4       | 2     | 10     |
| 3.       | Sovětský svaz                    | 4     | 2       | 6     | 12     |
| 4.       | Československo                   | 1     | 2       | 0     | 3      |
| 4.       | Maďarsko                         | 1     | 2       | 0     | 3      |
| 6.       | SFR Jugoslávie                   | 1     | 1       | 1     | 3      |
| 7.       | Francie                          | 1     | 0       | 1     | 2      |
| 8.       | Bulharská lidová republika       | 1     | 0       | 0     | 1      |
| 8.       | Itálie                           | 1     | 0       | 0     | 1      |
| 10.      | Irsko                            | 0     | 1       | 1     | 2      |
| 11.      | Belgie                           | 0     | 1       | 0     | 1      |
| 11.      | Nizozemsko                       | 0     | 1       | 0     | 1      |
| 11.      | Rakousko                         | 0     | 1       | 0     | 1      |
| 11.      | Švédsko                          | 0     | 1       | 0     | 1      |
| 15.      | Rumunská socialistická republika | 0     | 0       | 1     | 1      |
| 15.      | Španělsko                        | 0     | 0       | 1     | 1      |
| 15.      | Švýcarsko                        | 0     | 0       | 1     | 1      |
| 15.      | Velká Británie                   | 0     | 0       | 1     | 1      |